# Miconia bipatrialis
Miconia bipatrialis är en tvåhjärtbladig växtart som beskrevs av John Julius Wurdack. Miconia bipatrialis ingår i släktet Miconia och familjen Melastomataceae. IUCN kategoriserar arten globalt som sårbar.
Artens utbredningsområde är Ecuador. Utöver nominatformen finns också underarten M. b. peruviana.